# ارين تشابيل
ارين تشابيل (بالإنجليزية: Warren Chappell)‏ هو كاتب للأطفال ومصمم جرافيك وكاتب ورسام توضيحي أمريكي، ولد في 1904 في ريتشموند في الولايات المتحدة، وتوفي في 1991 في شارلوتسفيل في الولايات المتحدة.